# Свети Атанасий (Айдония)
Вижте пояснителната страница за други значения на Свети Атанасий.
„Свети Атанасий“ (на гръцки: Αγίου Αθανασίου) е късновъзрожденска православна църква в гревенското село Айдония (Стихази), Егейска Македония, Гърция.
Църквата е построена в 1904 година. Представлява голям каменен храм, един от най-големите в района. В интериора притежава красив резбован иконостас.